# Lijst van nummer 1-hits in Italië in 2001
Deze hits stonden in 2001 op nummer 1 in de FIMI Single Top 20, de bekendste hitlijst in Italië.
| Datum        | Artiest                         | Titel                                  |
| ------------ | ------------------------------- | -------------------------------------- |
| 4 januari    | Shivaree                        | Goodnight moon                         |
| 11 januari   | Shivaree                        | Goodnight moon                         |
| 18 januari   | Jennifer Lopez                  | Love don't cost a thing                |
| 25 januari   | Tricarico                       | Mi chiamo Francesco                    |
| 1 februari   | U2                              | Stuck in a moment you can't get out of |
| 8 februari   | Shivaree                        | Goodnight moon                         |
| 15 februari  | Shivaree                        | Goodnight moon                         |
| 22 februari  | Shivaree                        | Goodnight moon                         |
| 1 maart      | Eminem & Dido                   | Stan                                   |
| 8 maart      | Elisa                           | Luce (tramonti a nord-est)             |
| 15 maart     | Elisa                           | Luce (tramonti a nord-est)             |
| 22 maart     | Elisa                           | Luce (tramonti a nord-est)             |
| 29 maart     | Elisa                           | Luce (tramonti a nord-est)             |
| 5 april      | Lollipop                        | Down down down                         |
| 12 april     | Lollipop                        | Down down down                         |
| 19 april     | Lollipop                        | Down down down                         |
| 26 april     | Depeche Mode                    | Dream On                               |
| 3 mei        | Lollipop                        | Down down down                         |
| 10 mei       | Geri Halliwell                  | It's raining men                       |
| 17 mei       | Manu Chao                       | Me gustas tú                           |
| 24 mei       | Gorillaz                        | Clint Eastwood                         |
| 31 mei       | Geri Halliwell                  | It's raining men                       |
| 7 juni       | Geri Halliwell                  | It's raining men                       |
| 14 juni      | Geri Halliwell                  | It's raining men                       |
| 21 juni      | Geri Halliwell                  | It's raining men                       |
| 28 juni      | Geri Halliwell                  | It's raining men                       |
| 5 juli       | Geri Halliwell                  | It's raining men                       |
| 12 juli      | Raf                             | Infinito                               |
| 19 juli      | Zucchero & Maná                 | Baila morena                           |
| 26 juli      | Valeria Rossi                   | Tre parole                             |
| 2 augustus   | Valeria Rossi                   | Tre parole                             |
| 9 augustus   | Valeria Rossi                   | Tre parole                             |
| 16 augustus  | Valeria Rossi                   | Tre parole                             |
| 23 augustus  | Valeria Rossi                   | Tre parole                             |
| 30 augustus  | Valeria Rossi                   | Tre parole                             |
| 6 september  | Valeria Rossi                   | Tre parole                             |
| 13 september | Tiziano Ferro                   | Xdono                                  |
| 20 september | Tiziano Ferro                   | Xdono                                  |
| 27 september | Tiziano Ferro                   | Xdono                                  |
| 4 oktober    | Tiziano Ferro                   | Xdono                                  |
| 11 oktober   | Kylie Minogue                   | Can't get you out of my head           |
| 18 oktober   | Kylie Minogue                   | Can't get you out of my head           |
| 25 oktober   | Kylie Minogue                   | Can't get you out of my head           |
| 1 november   | Kylie Minogue                   | Can't get you out of my head           |
| 8 november   | Kylie Minogue                   | Can't get you out of my head           |
| 15 november  | Kylie Minogue                   | Can't get you out of my head           |
| 22 november  | Kylie Minogue                   | Can't get you out of my head           |
| 29 november  | Kylie Minogue                   | Can't get you out of my head           |
| 6 december   | Kylie Minogue                   | Can't get you out of my head           |
| 13 december  | Kylie Minogue                   | Can't get you out of my head           |
| 20 december  | Robbie Williams & Nicole Kidman | Somethin' stupid                       |
| 27 december  | Anastacia                       | Paid my dues                           |